# Indiana Pacers
De Indiana Pacers is een basketbalteam uit Indianapolis dat opgericht werd in 1967. Van 1967 tot 1976 speelde ze in de ABA en sinds 1976 in de NBA (Central division - Eastern Conference). De Pacers spelen in het Gainbridge Fieldhouse.

## Geschiedenis

### Ontstaan
De Indiana Pacers werd in februari 1967 gesticht door een groep investeerders onder meer door een advocaat, sportmakelaar en sportverslaggever Bob Collins van de The Indianapolis Star. De naam Indiana Pacers is een verwijzing naar de hoofdstad Indianapolis van de staat Indiana, waar men de thuisbasis van de club wou maken, en naar verschillende delen in geschiedenis van de staat, waaronder de pace car (safety car) die gebruikt werd in de Indianapolis 500.

### NBA finales
In 2000 wist het team uit Indianapolis onder leiding van coach Larry Bird de finales van de NBA te bereiken. Hun tegenstander, de Los Angeles Lakers, wonnen uiteindelijk met 4-2.
In 2025 behaalde Indiana Pacers opnieuw de NBA finale onder leiding van coach Rick Carlisle. Ditmaal was Oklahoma City Thunder de tegenstander. De eerste wedstrijd werd met 111-110 gewonnen, Tyrese Haliburton maakte in de laatste secondes van de wedstrijd een beslissende driepunter. De tweede wedstrijd werd verloren met 107-123, de derde wedstrijd werd gewonnen met 107-116, de vierde wedstrijd werd verloren met 111-104, de vijfde wedstrijd werd verloren met 109-120 en de zesde wedstrijd werd gewonnen met 91-108. Zo kwam er voor het eerst sinds 2016 weer een beslissende zevende wedstrijd.

### Nederlands tintje
In 1988 vertrok Terence Stansbury uit de CBA naar Nashau Den Bosch, een jaar eerder speelde hij voor de Indiana Pacers waar hij furore maakte als dunker.

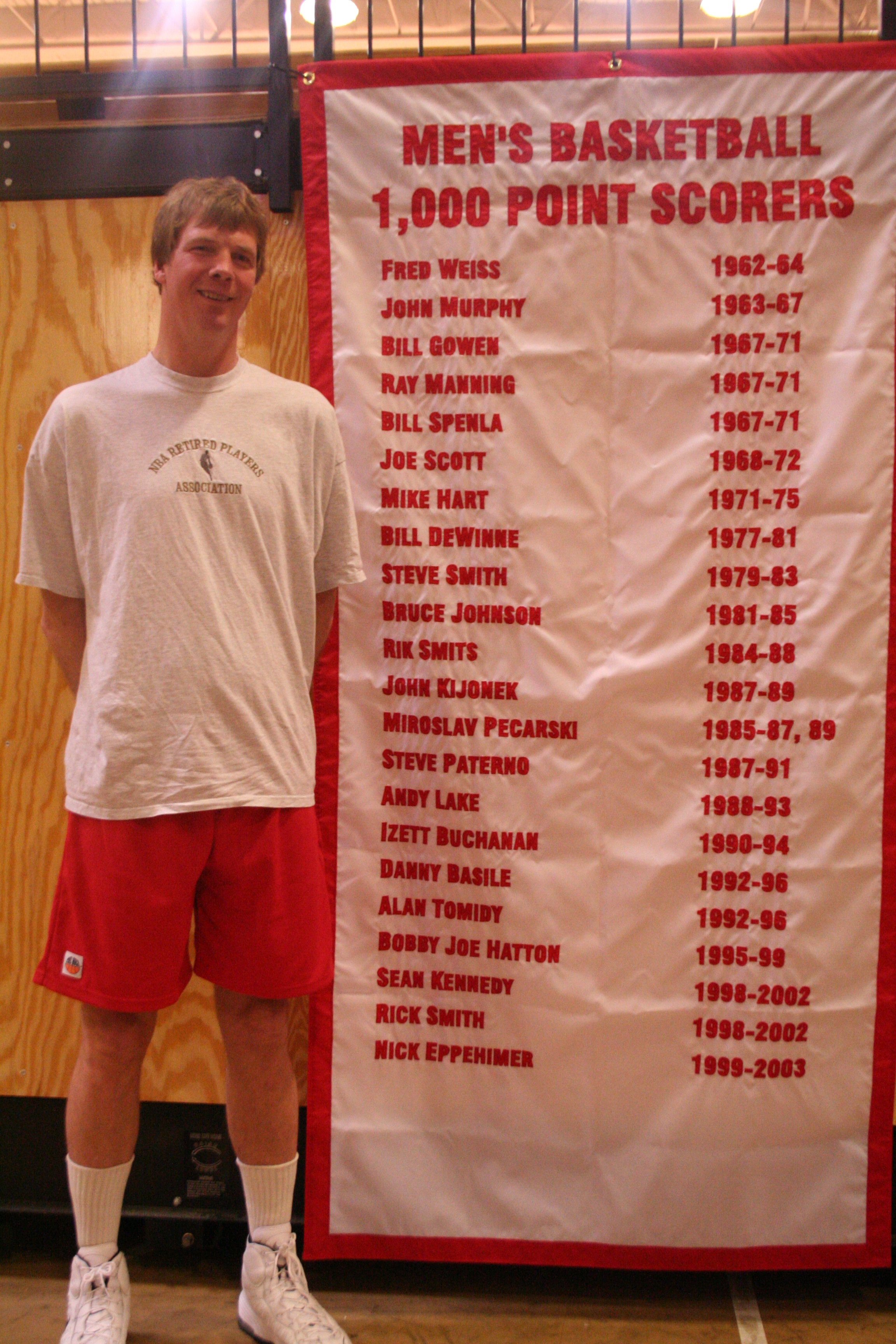
Smits bij de ranglijst van spelers met 1000 of meer voor het Marist College.

In 1988 hadden negen profclubs uit Amerika interesse in de 21-jarige Nederlander Rik Smits, hij nam dat seizoen na vier jaar afscheid van het Marist College (Poughkeepsie, New York) waar hij 107 wedstrijden voor had gespeeld. Smits werd door de Indiana Pacers, dat als tweede team mocht draften in New York, gedraft door het team uit Indianapolis. Smits werd daarmee de tweede Nederlander na Swen Nater in de NBA. Hij tekende een miljoenencontact en werd voor vier jaar vastgelegd. Smits debuteerde op 6 november 1988 voor de Pacers in de met 103-117 verloren wedstrijd tegen de Milwaukee Bucks. In het begin van zijn carrière werd Smits geveild door blessures en kritiek, maar in bijvoorbeeld 1995 was hij verantwoordelijk voor de uitschakeling van de Orlando Magic in de play-oofs met speler Shaquille O'Neal, de dag word ook wel benoemd als “Memorial Day Miracle”. Hij behaalde met het team vier Conference Finalesin 1994 werden ze uitgeschakeld door de New York Knicks maar in 2000 wist hij met het team wel de NBA-finale te halen. In 1998 werd hij opgesteld in de All-starwedstrijd tussen de beste spelers van de Eastern Conference en de Western Conference, waarin hij onder leiding van Eastern-coach Larry Bird onder meer op het veld stond met Kobe Bryant en Michael Jordan.

## Stadion

### Indiana State Fairgrounds Coliseum (1967–1974)
Het Indiana State Fairgrounds Coliseum is een multifunctioneel stadion en was van 1967 tot 1974 de thuisbasis van de Indiana Pacers. In het stadion wisten de Pacers drie keer de ABA te winnen. In 1970 wonnen ze in zes wedstrijden van de Los Angeles Stars en was hun eerste ABA-kampioenschap een feit. In 1972 wisten ze opnieuw de ABA te winnen, ditmaal door de New York Yets in zes wedstrijden te verslaan. In 1973 wisten ze de Kentucky Colonels in zeven wedstrijden te verslaan en zo hun derde ABA-kampioenschap in de wacht te slepen. 
In 2008 keerde de Indiana Pacers eenmalig terug naar het stadion (wat toen Pepsi Coliseum heette) waar ze in de voorbereiding speelden tegen de New Orleans Hornets. De wedstrijd werd door bijna 7.500 mensen bijgewoond en werd verloren met 105–71. De wedstrijdkleding voor de Indiana Pacers voor deze wedstrijd was gebaseerd op het tenue dat ze tussen 1967 en 1971 droegen. Er waren ook voormalige spelers van de Indiana Pacers aanwezig waaronder George McGinnis en voor het eerste kwart was voormalig coach Bob Leonard terug als hoofdcoach, terwijl hoofdcoach Jim O'Brien het werk van Leonard als radiopresentator overnam.

### Market Sqaure Arena (1974–1999)
De Market Square Arena was de thuisbasis van de Indiana Pacers van 1974 tot 1999. De eerste wedstrijd in het sportcomplex was een wedstrijd in de voorbereiding van de Indiana Pacers tegen de Milwaukee Bucks, hierbij waren er circa 17.000 bezoekers. Op 18 oktober 1974 werd de eerste competitiewedstrijd in de ABA in het stadion gehouden. Na een dubbele verlenging verloren de Indiana Pacers uiteindelijk met 129–121 de wedstrijd tegen de San Antonio Spurs. In het seizoen 1974/75 eindigde het seizoen voor de Indiana Pacers in de ABA-finals die in de Market Sqaurehouse en in de Freedom Hall werden gespeeld. Uiteindelijk waren hun aartsrivaal, de Kentucky Colonels, in vijf wedstrijden te sterk en wonnen de competitie. De laatste thuiswedstrijd van de Indiana Pacers in de ABA was tegen de Kentucky Colonels, deze wedstrijd werd gewonnen met 109–95, de uitwedstrijd daarna tegen de Kentucky Colonels werd met één punt verloren en eindigde de serie in de ABA.  
In 1976 sloten de Indiana Pacers zich aan bij de National Basketball Association (NBA). Op 21 oktober 1976 speelden de Indiana Pacers hun eerste wedstrijd in de NBA in de Market Square Arena. Na een verlenging verloren ze de wedstrijd met 129–122 van de Boston Celtics.  
De laatste wedstrijd van de Indiana Pacers in de Market Sqaure Arena was op 23 oktober 1999, en was een voorbereidingswedstrijd voor het komende seizoen tegen de Utah Jazz.

### Gainbridge Fieldhouse (1999-heden)
In 1999 verhuisde de Indiana Pacers naar het Gainbridge Fieldhouse stadion, dat vanaf 1999 tot 2011 Conseco Fieldhouse en van 2011 tot 2021 Bankers Life Fieldhouse heette. 
Het had oorspronkelijk een capaciteit van 18.345 maar is teruggebracht naar 18.165, dit om plaats te maken aan de zuidkant voor een luxe gedeelte. Cainbridge Fieldhouse wordt gezien als een van de beste arena’s in de NBA. Ook de Indiana Fever spelen hun thuiswedstrijden in de WNBA in Cainbridge Arena.

## Spelers en coaches

### Coaches
| Nr | Naam            | Periode    | Prijzen                           | Bijzonderheden                                                                                              |
| -- | --------------- | ---------- | --------------------------------- | --- |
| 1  | Larry Staverman | 1967-1968  |                                   | |
| 2  | Bobby Leonard   | 1968-1980  | ABA 1970, 1972, 1973              | Opgenomen in de NBA Hall of Fame                                                                            |
| 3  | Jack McKinney   | 1980-1984  | NBA Coach of the Year 1980/81     | |
| 4  | George Irvine   | 1984-1986  |                                   | |
| 5  | Jack Ramsay     | 1986-1988  | Top 10 positie coach NBA historie | Opgenomen in de NBA Hall of Fame                                                                            |
| 6  | Mel Daniels     | 1988       |                                   | |
| –  | George Irvine   | 1988-1989  |                                   | |
| 7  | Dick Versace    | 1989-1990  |                                   | Heeft alleen de Indiana Pacers gecoacht                                                                     |
| 8  | Bob Hill        | 1990-1993  |                                   | |
| 9  | Larry Brown     | 1993-1997  |                                   | Opgenomen in de NBA Hall of Fame                                                                            |
| 10 | Larry Bird      | 1997-2000  | NBA Coach of the Year 1997/98     | Heeft alleen de Indiana Pacers gecoacht, voorzitter 2003 tot 2011 en van 2012 tot 2018, sinds 2018 adviseur |
| 11 | Isiah Thomas    | 2000-2003  |                                   | |
| 12 | Rick Carlisle   | 2003-2007  |                                   | |
| 13 | Jim O’Brien     | 2007-2010  |                                   | |
| 14 | Frank Vogel     | 2010-2016  |                                   | |
| 15 | Nate McMillan   | 2016-2020  |                                   | |
| 16 | Nate Bjorkgren  | 2020-2021  |                                   | Heeft alleen de Indiana Pacers gecoacht                                                                     |
| -  | Rick Carlisle   | 2021-heden |                                   | |

## Teruggetrokken nummers
| Indiana Pacers retired nummers | Indiana Pacers retired nummers | Indiana Pacers retired nummers | Indiana Pacers retired nummers | Indiana Pacers retired nummers |
| Nr                             | Speler                         | Positie                        | Periode bij de Indiana Pacers  | Datum van 'terugtrekking'      |
| ------------------------------ | ------------------------------ | ------------------------------ | ------------------------------ | ------------------------------ |
| 30                             | George McGinnis                | F                              | 1971-1975, 1980-1982           | 30 maart 2006                  |
| 31                             | Reggie Miller                  | G                              | 1987–2005                      | 2 december 2017                |
| 34                             | Mel Daniels                    | C/hoofdcoach                   | 1968–1974                      | 2 november 1985                |
| 35                             | Roger Brown                    | F                              | 1967–1974, 1975                | 2 november 1985                |
| 529                            | Bobby Leonard                  | Hoofdcoach                     | 1968–1980                      | 15 maart 1996                  |

*Nummer 6 van Bill Russell is in de gehele NBA in 2022 teruggetrokken.

## Erelijst

### Kampioenschappen in deABA
- 3x: 1970, 1972, 1973

### Finales in deNBA
- 2000: verliezend finalist, verloren van de Los Angeles Lakers (4-2)
- 2025: verliezend finalist, verloren van Oklahoma City Thunder (4-3)

#### Eastern Conference
- 2x: 2000, 2025

#### Central Division
- 6x: 1994/95, 1998/99, 1999/00, 2003/04, 2012/13, 2013/14